# Cantón de Lavaur
El cantón de Lavaur era una división administrativa francesa, que estaba situada en el departamento de Tarn y la región de Mediodía-Pirineos.

## Composición
El cantón estaba formado por diecinueve comunas:
- Ambres
- Bannières
- Belcastel
- Garrigues
- Giroussens
- Labastide-Saint-Georges
- Lacougotte-Cadoul
- Lavaur
- Lugan
- Marzens
- Montcabrier
- Saint-Agnan
- Saint-Jean-de-Rives
- Saint-Lieux-lès-Lavaur
- Saint-Sulpice-la-Pointe
- Teulat
- Veilhes
- Villeneuve-lès-Lavaur
- Viviers-lès-Lavaur

## Supresión del cantón de Lavaur
En aplicación del Decreto n.º 2014-170 de 17 de febrero de 2014, el cantón de Lavaur fue suprimido el 22 de marzo de 2015 y sus 19 comunas pasaron a formar parte; once del nuevo cantón de Lavaur Cucaña y ocho del nuevo cantón de Las Puertas de Tarn.